# Диоген из Аполоније
Диоген из Аполоније (у Фригији или на Криту?), друга половина V в. п. н. е., природни филозоф у јонској традицији. Он, заједно с Анаксименом, сматра ваздух основним елементом, а поред тога још и један космички дух који ствара и одржава све.
Уживао је велико поверење и као лекар. Основна црта његових мисли јесте телеологија, чију правилност потврђује, према њему, савршенство реда који ствара тај божански дух. 